# Portz (Merzkirchen)
Portz ist mit Kelsen der östlichste Ortsteil der rheinland-pfälzischen Ortsgemeinde Merzkirchen im Landkreis Trier-Saarburg.

## Geographie
Das als Straßenangerdorf angelegte Portz liegt in einem nach Osten abfallenden Tal eines namenlosen Rinnsals 1,08 km (Luftlinie von Kirche zu Kirche) östlich von Merzkirchen. Die Ortschaft befindet sich am Osthang des Saargaues an der Grenze zum Saarland. Die Grenze zur östlichen Nachbargemeinde Trassem liegt in 1,3 km Entfernung.
Die höchsten Erhebungen im nahen Umkreis sind
- der Langenberg (302 m ü. NHN) im Nordosten
- der Zöllenter Berg (410 m ü. NHN) im Norden
- Auf dem Kopf (410 m ü. NHN) im Westen (unmittelbar bei Merzkirchen)

Das genannte namenlose Rinnsal entspringt im Nordwesten des Ortes nahe der K 121 in einem kleinen Geländeeinbruch, fließt nach Osten und mündet kurz vor Trassem von rechts in den Sprenkelbach, der nach 1 km in den Leukbach mündet, einem Nebenfluss der Saar. Das Dorf verfügt außerdem über keine nennenswerten offenen Fließgewässer.
Die umgebende Landschaft wird landwirtschaftlich genutzt und ist geprägt von Weideland, Ackerflächen und Streuobstwiesen, Wald bedeckt nur einen kleinen Teil der Gemarkungsfläche.
Neben Körrig ist Portz der einzige Ortsteil von Merzkirchen, der im Naturpark Saar-Hunsrück liegt.
Die nächstliegenden Orte sind
- Kahren im Nordosten
- Trassem im Osten
- Kelsen im Süden und
- Merzkirchen im Westen

## Geschichte
Der Fund eines römischen Gutshofs nebst zugehöriger Wasserleitung am westlichen, höher liegenden Ortsausgang lässt auf die Besiedlung des Gebietes zur Römerzeit schließen. Borcius oder Porcius könnte die latinisierte Form eines keltischen Siedlers gewesen sein. Unter dem Namen Burtz kam der Ort im Jahre 928 durch einen Prekarie-Vertrag zum St. Servatiusstift in Maastricht unter dem Erzkanzler des Westfrankenreichs und
Erzbischof von Trier, Ruotger von Trier. Vertragspartner war vermutlich Herzog Giselbert von Lothringen, denn unter Friedrich III. von Lothringen kam der Ort 1296 als Geschenk zum Deutschherrenorden in Trier. Der Besitz bestand aus drei Gehöften: Deutschherrenhof, Mäsch-Hof und Hansen-Hof. 1632 war Portz der größte Ort in der gleichnamigen Pfarrei mit elf Feuerstellen, nach dem Dreißigjährigen Krieg wurde Körrig der größte Filialort.
Am 18. Juli 1946 wurde die damalige Gemeinde Portz gemeinsam mit weiteren 80 Gemeinden der Landkreise Trier und Saarburg dem im Februar 1946 von der übrigen französischen Besatzungszone abgetrennten Saargebiet angegliedert, das zu der Zeit nicht mehr dem Alliierten Kontrollrat unterstand. Am 6. Juni 1947 wurde diese territoriale Ausgliederung bis auf 21 Gemeinden wieder zurückgenommen, damit kam Portz an das 1946 neugebildete Land Rheinland-Pfalz.
Am 16. März 1974 wurde die bis dahin eigenständige Gemeinde Portz zusammen mit fünf weiteren Gemeinden zur Ortsgemeinde Merzkirchen in Form einer Neubildung zusammengefasst.
Portz hatte vor der Neubildung der Gemeinde 135 Einwohner.

## Politik

### Ortsbezirk
Portz ist gemäß Hauptsatzung einer von sieben Ortsbezirken der Ortsgemeinde Merzkirchen. Der Bezirk umfasst das Gebiet der ehemaligen Gemeinde. Auf die Bildung eines Ortsbeirats wurde verzichtet. Die Interessen des Ortsbezirks werden von einem Ortsvorsteher vertreten.
Rainer Groß (CDU) wurde am 11. September 2024 Ortsvorsteher von Portz. Bei der Direktwahl am 9. Juni 2024 war er als einziger Bewerber mit einem Stimmenanteil von 67,2 % für fünf Jahre gewählt worden.
Sein Vorgänger war Klaus Bauer (CDU).

### Wappen
| Wappen von Portz | Blasonierung: „Im Schildhaupt in Silber ein rotes Balkenkreuz, darunter in Rot ein goldener Römerhelm, aufgelegt auf zwei sich kreuzende, silberne Pfeile.“ |
| Wappen von Portz | Wappenbegründung: Das rote Kreuz versinnbildlicht Kurtrier, zu dem der Ort über Jahrhunderte gehörte. Römerhelm und Pfeile sind Attribute des hl. Sebastian, der als in Ungnade gefallener Soldat der kaiserlichen Leibgarde von Bogenschützen getötet werden sollte. Das Rot im Schildgrund steht für seinen Märtyrertod. |

Das Wappen stammt von Ernst Steffny.

## Wirtschaft
Haupteinnahmequellen der Bewohner sind die Landwirtschaft und die Beschäftigung in Betrieben der größeren umliegenden Orte.

## Sehenswürdigkeiten

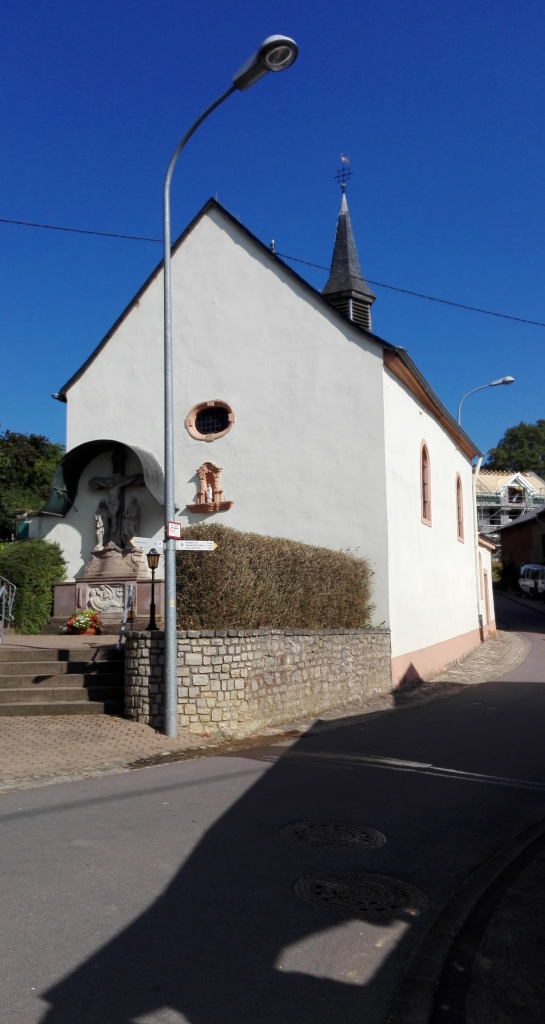
Kapelle St. Sebastian

### Kapelle St. Sebastian
Die Kapelle (⊙) wurde 1736 bis 1739 als kleiner Saalbau unter dem Pfarrer und Dechant Hilarius Hofman errichtet.

#### Äußeres
Sie steht am nördlichen Ortsrand an der Stelle, an der die in West-Ost-Richtung verlaufende Dorfentwicklungslinie auf die in Nord-Süd-Richtung verlaufende stößt. Der (vom umstrittenen Vorgängerbau erhaltene,) wesentlich niedrigere Anbau bildet die Sakristei an der nördlichen Giebelwand. Zwischen dem Portal in der südlichen Giebelwand und einem Ovalfenster (Ochsenauge) aus 1739 befindet sich eine gut ausgebildete Muschelnische mit einer kleinen Statue. Die Nische ist auf einem stark profilierten, etwas breiteren Gesimssockel angebracht. An der nördlichen Seite des Portals steht an der Giebelwand eine lebensgroße neobarocke Kreuzigungsgruppe von 1922 aus rotem Sandstein, das ein Gefallenendenkmal darstellt, wie es ein Relief im Sockel vermittelt. Das Monument steht unter Denkmalschutz und beinhaltet eine Glasröhre mit Zeitdokumenten, ähnlich wie eine Turmkugel. Auf dem nördlichen Endteil des geschieferten Satteldachs steht ein ebenfalls geschieferter, achteckiger Dachreiter mit spitzem Abschluss. Das Innere bekommt sein Licht durch jeweils zwei 2,20 m hohe Rundbogenfenster in den beiden Seitenwänden des Gebäudes.

#### Inneres
Das eigentliche Kirchengebäude (11 × 7,90 m) ist zweigeteilt in Schiff und Chor, wobei die Innenmaße 6,30 × 5,60 m für das Schiff und 6,30 × 4,20 m für den Chor betragen. Die Trennung der beiden Raumteile ist durch ein Rundbogenportal ausgebildet. Das in beiden Teilen kreuzgratgewölbte Gebäude birgt neben reichhaltiger Ausstattung einen barocken hölzernen Hochaltar mit geschnitztem Antependium sowie zwei Seitenaltäre. Zwischen diesen steht zur Abgrenzung des Chors vom Schiff eine geschnitzte, kassettierte, barocke Kommunionbank. Teile des Gestühls sind ebenfalls barock. Am Hauptaltar ist an der Vorderseite ein vermauertes Sepulcrum mit unbekannten Reliquiensplittern eingelassen. Der Altar hat Raumbreite und -höhe. Rechts und links befinden sich Beichtstühle. Zwischen diesen und dem mittleren Altarteil sind Türen zur Sakristei. Hinter dem Altar ist im Fußboden eine Piscina eingelassen. Die zwei Kapellenfenster im Schiff stellen die Kreuzigung und die Verkündigung dar und stammen aus 1900, die beiden Chorfenster sind aus 1982.

#### Diebstahl
Am 13./14. Dezember 1975 und am 13./14. Januar 1976 wurden aus der Kapelle neun Statuen gestohlen, von denen bis heute (Stand 2012) noch keine wieder aufgefunden wurde. Es sind allesamt hölzerne Statuen aus dem 17. Jahrhundert. Es handelt sich um folgende Darstellungen: Die Heiligen Bernhard, Sebastian, Willibrord, Hubertus, Petrus von Mailand, Donatus und eine Madonna sowie zwei Engelfiguren.
Die beiden Patrone wurden Bernhard und Sebastian. 1833 erhielt die Kirche eine Glocke, 1923 zwei neue, die im Krieg abgegeben werden mussten, 1947 erneut zwei neue Glocken. Alle stammten aus der Glockengießerei Mabilon in Saarburg.

### Weitere Sehenswürdigkeiten
- Wegekreuze: Die Kreuze sind nummeriert, weil die mit den Nummern 2, 3 und 4 vom Bürger Johann Hill in Einlösung eines Gelöbnisses nach unbeschadeter Rückkehr aus dem Krieg 1945 aufgestellt worden waren, angeregt durch das Vorhandensein des ersten Kreuzes.
  - Das erste Kreuz: Vermutlich Grenzkreuz, Standort (⊙) am Südwestrand der K 121 bei der Abzweigung des Wegs zur Merzkirchener Pfarrkirche. Das aus Rotsandstein gehauene Kreuz ist (oberirdisch) 67 cm hoch und trägt ein 1945 geschmiedetes Metallkreuz. Entstehungszeit um 1860, nach Restauration im Jahre 2010 wieder aufgestellt, nachdem es im April 2004 umgefahren worden war. Die Vorderseite zeigt nach Westen.
  - Das zweite Kreuz: Standort (⊙) am Kahrener Weg südöstlich des Zöllenter Bergs. Das Kreuz besteht aus einem Steinblock mit einer (oberirdischen) Höhe von 70 cm und einem aufgesetzten 83 cm hohen Kruzifix. Die Vorderseite zeigt nach Norden.
  - Das dritte Kreuz: Standort (⊙) an der K 121 nach dem Abzweig der K 122 nach Kelsen. Das Kreuz ist aus der Zeit um 1900. Es besteht aus einem Sandsteinblock von etwa 125 cm Höhe mit einem aufgesetzten 90 cm hohen Sandsteinkreuz. Der Sockelblock trägt eine 1945 angebrachte beschriftete schwarze Glasplatte.
  - Das vierte Kreuz: Standort am Feldweg nach Trassem, es ist seit 2004 verschwunden.
- Naturdenkmal: Lindenallee am nördlichen Ortsausgang (⊙)
- Häuser Nr. 29–32, 34, 35, 40, 41, 43; Denkmalzone: Sie kennzeichnet das Ortsbild von Portz. Sie umfasst die Dorfhälfte westlich der Hauptstraße sowie die Kirche und die stattlichen, quer erschlossenen Streckhöfe aus dem 18. Jahrhundert. Sie wurden zum Teil im 19. Jahrhundert von Quereinhäusern ersetzt. Hier zählen die Häuser Nr. 29 und 41 zu den für die Erbauungszeit typischen, während die anderen zur späteren allgemeinen Entwicklung der Quereinhäuser gehört, wie auch in anderen Ortsteilen, z. B. in Körrig. Die im Bereich der Denkmalzone vorhandenen zwei Brunnen geben einen Eindruck vom Ortsorganismus der vergangenen Zeiten. Die Brunnen bei Haus Nr. 29 und der in zwei Steintrögen ablaufende Brunnen bei Haus Nr. 35 sind Überbleibsel aus geschichtlicher Zeit, die mit den anderen Brunnen im Dorf Hinweise und Erkenntnisse geben über die damalige Wasserversorgung, die von der geologischen Lage begünstigt war und ist.